# Транспорт в Гане
Транспорт в Гане представлен морским флотом, железными дорогами, автомобильным и воздушным сообщением. Сеть транспортной инфраструктуры наиболее развита в южных регионах страны, преимущественно в регионах, богатых золотом, древесиной и какао. Север и центр страны соединены глобальной сетью автомобильных дорог.
Рост инвестиций в транспортную отрасль привел к увеличению числа машин и появлению транспортных альтернатив.

## Железнодорожный транспорт

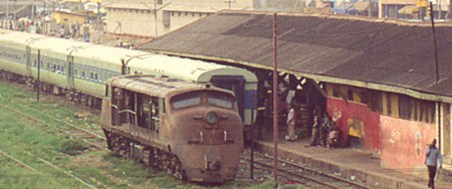
Ж/д станция в Кумаси, 2005 г.

Железнодорожная сеть Ганы

Большая часть железных дорог в стране (947 км) является узкоколейной с шириной колеи 1067 мм.

## Автомобильный транспорт

### Транснациональные шоссе
Западноафриканское береговое шоссе, часть сети Трансафриканских дорог пересекает Гану по трассе Н1, соединяя её с Абиджаном, Ломе, Бенином и Нигерией.
Планируется соединение с семью другими странами ЭКОВАС на западе. Н2 соединяет Большую Аккру с Верхней Восточной Областью, Н10 соединяет Центральную и Верхнюю Восточную Область, Н12 соединяет Западную Область и Верхнюю восточную область, все эти дороги соединяют Гану с Буркина-Фасо, и через них осуществляется доступ на Транссахельское шоссе.